# Eparchia di Shamshabad

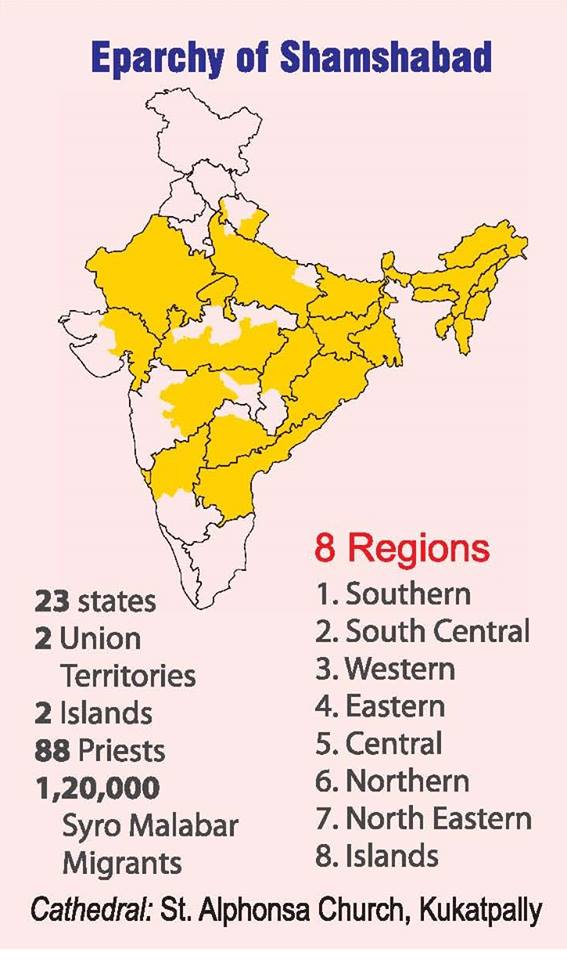
Mappa dell'India con l'indicazione dei territori sotto la giurisdizione dell'eparchia di Shamshabad.

L'eparchia di Shamshabad (in latino Eparchia Shamshabadensis) è una sede della Chiesa cattolica siro-malabarese in India suffraganea dell'arcieparchia di Ernakulam-Angamaly. Nel 2022 contava 123.735 battezzati. È retta dall'eparca Antony Prince Panengaden.

## Territorio
L'eparchia estende la sua giurisdizione a tutti i fedeli siro-malabaresi dell'India, non compresi nelle eparchie esistenti al momento dell'erezione della nuova circoscrizione ecclesiastica, inclusi gli arcipelaghi delle Laccadive e di Andamane e Nicobare.
Sede eparchiale è la città di Shamshabad, nello Stato di Telangana. La chiesa di Sant'Alfonsa di Kukatpally, vicino a Hyderabad, funge da procattedrale dell'eparchia.
Il territorio è suddiviso in 37 parrocchie.

## Storia
L'eparchia di Shamshabad è stata eretta da papa Francesco il 9 ottobre 2017 con la bolla Tamquam viti. Primo vescovo della nuova eparchia è Raphael Thattil, che dal dicembre 2013 svolgeva le funzioni di visitatore apostolico per i siro-malabaresi residenti in India fuori del territorio proprio della Chiesa arcivescovile maggiore di Ernakulam-Angamaly.

## Cronotassi dei vescovi
Si omettono i periodi di sede vacante non superiori ai 2 anni o non storicamente accertati.
- Raphael Thattil (9 ottobre 2017 - 9 gennaio 2024 confermato arcivescovo maggiore di Ernakulam-Angamaly)
- Antony Prince Panengaden, dal 30 agosto 2024

## Statistiche
L'eparchia nel 2022 contava 123.735 battezzati.
| anno | popolazione | popolazione | popolazione | presbiteri | presbiteri | presbiteri | presbiteri                | diaconi | religiosi | religiosi | parrocchie |
| anno | battezzati  | totale      | %           | numero     | secolari   | regolari   | battezzati per presbitero | diaconi | uomini    | donne     | parrocchie |
| ---- | ----------- | ----------- | ----------- | ---------- | ---------- | ---------- | ------------------------- | ------- | --------- | --------- | ---------- |
| 2017 | 2.000       | ?           | ?           | 88         | 44         | 44         | 22                        |         | 44        |           | ?          |
| 2020 | 121.300     | ?           | ?           | 68         | 48         | 20         | 1.783                     |         | 20        | 103       | 21         |
| 2022 | 123.735     | ?           | ?           | 72         | 52         | 20         | 1.718                     |         | 20        | 88        | 37         |